# Mistrovství Asie ve sportovním lezení 2015
Mistrovství Asie ve sportovním lezení 2015 (anglicky: Asian Continental Championship) se uskutečnilo již po třiadvacáté, v čínském Ning-po ve třech disciplínách (v lezení na obtížnost, rychlost a v boulderingu), zúčastnili se jej lezci z jedenácti zemí.

## Průběh závodů
Celkem měli domácí závodníci 8 finalistů, muži získali dvě bronzové medaile: Haibin Qu v lezení na obtížnost a Penghui Lin v lezení na rychlost. Finále v lezení na obtížnost a v boulderingu ovládli Japonci, kteří si odvezli 9 z 12 medailí, v lezení na rychlost putovaly tři medaile do Indonésie. Z mužů měl nejlepší čas v semifinále Íránec Reza Alipourshenazandifar 6.40 s a z žen měla Indonésanka Supita Tita ve finále 9.05 s.

### Výsledky mužů a žen
| obtížnost            | obtížnost           | rychlost                     | rychlost                  | bouldering                | bouldering        |
| -------------------- | ------------------- | ---------------------------- | ------------------------- | ------------------------- | ----------------- |
| muži                 | ženy                | muži                         | ženy                      | muži                      | ženy              |
| 1. Keiičiró Korenaga | 1. Kim Ča-in        | 1. Pandu Asmoro Galar        | 1. Supita Tita            | 1. Cukuru Hori            | 1. Miho Nonaka    |
| 2. Minoru Nakano     | 2. Juka Kobajašiová | 2. Reza Alipourshenazandifar | 2. Tamara Kuzněcovová     | 2. Keita Watabe           | 2. Akijo Noguči   |
| 3. Haibin Qu         | 3. Risa Ota         | 3. Penghui Lin               | 3. Puji Lestari           | 3. Rei Sugimoto           | 3. Kim Ča-in      |
|                      |                     |                              |                           |                           |                   |
| 4. Jihwan Park       | 4. Akijo Noguči     | 4. Guangfeng Li              | 4. Farnaz Esmaeilzadeh    | 4. Tomoa Narasaki         | 4. Sol Sa         |
| 5. Shinichiro Nomura | 5. Minseon Kim      | 5. Sungjoon Chae             | 5. Purnamasari Ita Triana | 5. Kokoro Fudžii          | 5. Hung Ying Lee  |
| 6. Changfeng Qu      | 6. Hung Ying Lee    | 6. Guangdong Li              | 6. Che Cchuej-lien        | 6. Cheung- chi Shoji Chan | 6. Risa Ota       |
| 7. Hanwool Kim       | 7. Aika Tadžima     | 7. Aspar Jaelolo             | 7. ZhuoMa Pubu            | —                         | —                 |
| 8. Tomoaki Takata    | 8. Elnaz Rekabi     | 8. Weng Khit, Adriel Choo    | 8. Di Niu                 | —                         | —                 |
| 8 finalistů          | 8 finalistek        | 4/8 finalistů                | 4/8 finalistek            | 6 finalistů               | 6 finalistek      |
| 25 semifinalistů     | 25 semifinalistek   | 16 semifinalistů             | 16 semifinalistek         | 20 semifinalistů          | 20 semifinalistek |
| 37 mužů              | 36 žen              | 31 mužů                      | 22 žen                    | 38 mužů                   | 37 žen            |

### Medaile podle zemí
| pořadí | stát        | Zlatá medaile | Stříbrná medaile | Bronzová medaile | celkem |
| ------ | ----------- | ------------- | ---------------- | ---------------- | ------ |
| 1.     | Japonsko    | 3             | 4                | 2                | 9      |
| 2.     | Indonésie   | 2             | 0                | 1                | 3      |
| 3.     | Jižní Korea | 1             | 0                | 1                | 2      |
| 4.     | Írán        | 0             | 1                | 0                | 1      |
| 4.     | Kazachstán  | 0             | 1                | 0                | 1      |
| 6.     | Čína        | 0             | 0                | 2                | 2      |

### Zúčastněné země
| (dle nejlepšího závodníka) | (dle nejlepšího závodníka) | (dle nejlepšího závodníka) | (dle nejlepšího závodníka) | (dle nejlepšího závodníka) | (dle nejlepšího závodníka) | (dle nejlepšího závodníka) |
|                            | obtížnost                  | obtížnost                  | rychlost                   | rychlost                   | bouldering                 | bouldering                 |
| muži                       | ženy                       | muži                       | ženy                       | muži                       | ženy                       |                            |
| -------------------------- | -------------------------- | -------------------------- | -------------------------- | -------------------------- | -------------------------- | -------------------------- |
| 1.                         | Japonsko                   | Jižní Korea                | Indonésie                  | Indonésie                  | Japonsko                   | Japonsko                   |
| 2.                         | Čína                       | Japonsko                   | Írán                       | Kazachstán                 | Hongkong                   | Jižní Korea                |
| 3.                         | Jižní Korea                | Čínská Tchaj-pej           | Čína                       | Írán                       | Írán                       | Čínská Tchaj-pej           |
| 4.                         | Indonésie                  | Írán                       | Jižní Korea                | Indonésie                  | Čína                       | Čína                       |
| 5.                         | Írán                       | Thajsko                    | Singapur                   | Singapur                   | Jižní Korea                | Írán                       |
| 6.                         | Hongkong                   | Indonésie                  | Čínská Tchaj-pej           | Japonsko                   | Indonésie                  | Kazachstán                 |
| 7.                         | Thajsko                    | Čína                       | Hongkong                   | Thajsko                    | Thajsko                    | Thajsko                    |
| 8.                         | Singapur                   | Singapur                   | Thajsko                    | Macao                      | Singapur                   | Čína                       |
| 9.                         | Čínská Tchaj-pej           | Hongkong                   | Japonsko                   | —                          | Čínská Tchaj-pej           | Singapur                   |
| 10.                        | Macao                      | Kazachstán                 | Macao                      | —                          | Macao                      | Hongkong                   |
| 11.                        | —                          | Macao                      | —                          | —                          | —                          | Macao                      |
| (11)                       | 10                         | 11                         | 10                         | 8                          | 10                         | 11                         |